# Campo di Tiro a volo Lazio
Der Campo di Tiro a volo Lazio ist ein Wurfscheiben-Schießstand in der italienischen Hauptstadt Rom.

## Geschichte
1893 wurde an der Lungotevere delle Navi der Schießsportklub Circolo di tiro a volo Lazio gegründet. Dieser zog 1907 an den Piazzale delle Muse um und wenige Monate später in die via Eugenio Vajna 21, wo er seither beheimatet ist.
Im Rahmen der Olympischen Sommerspiele 1960 war die Anlage Austragungsort des Wettkampfs im Wurftaubenschießen und wurde mit den modernsten Wurfmaschinen ausgestattet. Zu diesem Zeitpunkt umfasste die Anlage eine Fläche von rund 5.500 Quadratmetern.